# ArtRage
ArtRage é um editor gráfico multiplataforma para pintura digital, criado pela Ambient Design Ltd., para simular desenhos e pinturas a mão. Ele permite criar desenhos semelhantes aos feitos a mão, a partir de ferramentas como, pincel, lápis, borracha, entre outros.
O programa está disponível em duas versões: a gratuita (ArtRage Lite) que possui um número de ferramentas reduzido, e a completa que custa US$79. Ao atualizar para a versão paga é concedido 30% de desconto no preço.